# Paweł Rurak-Sokal
Paweł Rurak-Sokal (Polónia, 14 de agosto de 1962) é um músico e compositor polaco. É membro da Academia Fonográfica ZPAV.
É membro da banda polaca Blue Café. Toca violino, guitarras, teclados, compõe e arranja música para as canções.